# Клюка, Алла Фёдоровна
Алла Фёдоровна Клюка (белор. Ала Фёдараўна Клюка; род. 18 февраля 1970, Минск, БССР) — советская, белорусская, российская и американская актриса.

## Биография
Родилась в Минске в семье глухонемых. Окончила минскую среднюю общеобразовательную школу №46.
Окончила Высшее театральное училище имени М. С. Щепкина (1991, мастерская Юрия Соломина). В 1990 вместе со своим курсом училась в нью-йоркской театральной школе.
В кино дебютировала в 1989 году в фильме «Тело».
В 1993 вышла замуж за известного американского учёного Кенни Шаффера. Уехала вместе с мужем в США, там вступила в национальную Гильдию актёров. Снялась в сериалах «Клан Сопрано», «Закон и порядок».
В 2001 году после развода вернулась в Россию, где снималась у Аллы Суриковой — сначала в фильме «Хочу в тюрьму», а затем в сериале «Идеальная пара». Ещё через два года актрису ждал успех после выхода на экраны сериала «Евлампия Романова. Следствие ведёт дилетант» — экранизации детективов Дарьи Донцовой, где Алла Клюка сыграла главную роль.
В 2003 году вышла замуж за постановщика этого сериала — режиссёра Владимира Морозова.

## Семья
Первый муж — Кенни Шаффер (род. 1950), американский учёный и бизнесмен в сфере компьютерных технологий.
- Сын — Кибо Шаффер

Второй муж (с 2003 года) — Владимир Морозов, режиссёр.
- Сын — Иван Владимирович Морозов (род. 2003)

## Признание, награды
- 1997 — премия «За лучшую женскую роль» на кинофестивале «Кинотавр»;
- 1994 — премия «Зелёное яблоко» за роль в фильме «Серп и молот»;
- 2004 — приз «За лучшую женскую роль» на Первом Международном кинофестивале стран СНГ и Балтии «Новое кино XXI век» (фильм «Прикованный»).

## Фильмография
1. 1989 — «Тело» — Света (Светлана Владимировна) Калмыкова
2. 1990 — «Облако-рай» — Наталья
3. 1990 — «Сделано в СССР» —  Ирина Сысоева
4. 1992 — «Ноктюрн Шопена» (Россия — США, при участии Рижской киностудии) — Она
5. 1994 — «Серп и молот» — Елизавета Воронина
6. 1996 — «Из ада в ад» — Анна Сикорская[2]
7. 1998 — «Хочу в тюрьму» — Мари
8. 2000 — 2002 — «Клан Сопрано» (США) — Светлана Кириленко
9. 2001 — «Идеальная пара» — Анна Владимировна
10. 2002 — «Прикованный» — Анна
11. 2002 — «Закон и порядок» (сериал, США) — Илана Юшка
12. 2003 — 2006 — «Евлампия Романова. Следствие ведёт дилетант» — Евлампия Романова, она же ''Лампа''
13. 2004 — «Мелюзга» — Липочка
14. 2005 — «Коля — перекати поле» — Наталья
15. 2008 — «Адреналин» — следователь Рита
16. 2011 — «Ночь на закате лета» — Рут
17. 2015 — «Тайны Лауры» (сериал, США) — Ольга (16 серия, 1 сезон)
18. 2017 — «Американцы» (сериал, США) — Екатерина Рыкова (5 сезон)